# Брежнев, Андрей Юрьевич
Андре́й Ю́рьевич Бре́жнев (15 марта 1961, Москва — 10 июля 2018, Севастополь) — советский экономист и российский политик, внук Генерального секретаря ЦК КПСС Леонида Ильича Брежнева, первый секретарь ЦК Коммунистической партии социальной справедливости (2014—2016).

## Биография
Родился 15 марта 1961 года в семье Юрия Леонидовича Брежнева.
В 1983 году окончил факультет международных экономических отношений Московского государственного института международных отношений при Министерстве иностранных дел СССР.
В 1983—1985 годах работал инженером внешнеторгового объединения «Союзхимэкспорт» Министерства внешней торговли СССР.
С 1985 по 1988 год являлся атташе Управления международных экономических организаций МИД СССР. В 1989—1991 годах — заместитель начальника Управления внешних связей Министерства торговли СССР.
В постсоветское время работал в различных коммерческих структурах (1991—1997).
В 1996—1998 годах возглавлял благотворительный фонда «Дети — надежда будущего».

### Политическая деятельность
В 1998—2001 годах организовал и возглавил в должности генерального секретаря «Общероссийское коммунистическое общественное движение» (ОКОД).
В 1999 году на выборах губернатора Свердловской области выдвинул свою кандидатуру, однако избирательная комиссия отказала Андрею Брежневу в регистрации.
В 1999 году на выборах вице-мэра Москвы был выдвинут кандидатом от Либерально-демократической партии России, однако избирательная комиссия отказала ей в регистрации, и тогда выдвинулся самовыдвиженцем и зарегистрировался, но по итогам выборов получил 0,61 % голосов. На выборах в Государственную думу участвовал кандидатом в депутаты по одинцовскому одномандатному избирательному округу № 110 в качестве самовыдвиженца, получил 2,35 %.
В 2001 году на выборах Губернатора Тульской области баллотировался кандидатом в губернаторы в качестве самовыдвиженца, получил 1,18 % голосов. В ночь на 22 марта 2001 года на руководителя его избирательного штаба Игоря Тарадеева совершили покушение неизвестные, напав на него в подъезде, избив и ударив ножом в живот.
В 2002—2004 годах являлся генеральным секретарём созданной им незарегистрированной «Новой коммунистической партии» (НКП). Заявил, что на президентских выборах в 2004 году его партия не поддержит КПРФ, если она выдвинет кандидатуру Геннадия Зюганова. Однако Министерство юстиции отказало его партии в регистрации.
С 2004 по 2014 год был членом Коммунистической партии Российской Федерации.
В 2014 году избран первым секретарём центрального комитета «Коммунистической партии социальной справедливости» (ЦК КПСС), организованной и зарегистрированной в 2012 году Андреем Богдановым. В этом же году был выдвинут кандидатом в депутаты от партии «КПСС» первым номером в составе партийного списка на выборах депутатов Государственного Собрания Республики Марий Эл 6-го созыва, в Государственный Совет Республики Крым и Законодательного Собрания города Севастополя 1-го созыва, однако партия на выборах в Республике Марий Эл получила 2,21 % (5085 голосов), в Республике Крым получила 0,84 % (6199 голосов) и в Севастополе — 0,53 % (886 голосов), в силу чего не прошёл в парламент.
В 2016 году возглавляемая им КПСС не вошла в число утверждённых Минюстом партий, которые освобождаются от сбора подписей. На выборах в Государственную думу 7-го созыва выдвинут партией «Родина» в региональной части в городе Севастополь и по одномандатному округу.
Проживал в Севастополе, имел также дом на берегу Чёрного моря в посёлке Малый Маяк между Ялтой и Алуштой. Умер 10 июля 2018 года от инфаркта. Прах захоронен рядом с родственниками по отцовской линии в Москве на Новодевичьем кладбище.

### Семья
Дедушка — Леонид Ильич Брежнев (1906—1982), советский государственный и партийный деятель, Генеральный секретарь ЦК КПСС (1964—1982). Похоронен в Москве в некрополе у Кремлёвской стены.
Отец — Юрий Леонидович Брежнев (1933—2013), первый заместитель министра внешней торговли СССР, сын Леонида Ильича Брежнева. Похоронен рядом с женой на Ваганьковском кладбище г. Москвы (в колумбарии).
Мать — Людмила Владимировна Брежнева (1931—2012), выпускница английского отделения Днепропетровского педагогического училища. Похоронена на Ваганьковском кладбище г. Москвы (в колумбарии).
Брат — Леонид Юрьевич Брежнев (20 марта 1956 — 28 ноября 2023), химик-технолог, преподаватель химфака МГУ, работал на одном из московских предприятий, позднее бизнесмен, разрабатывает химические добавки, шампуни.
Первая супруга (1961—2002) — Надежда Викторовна Лямина, была затем женой банкира Александра Мамута.
- Старший сын — Леонид Андреевич Брежнев (род. 1984)[19], работает переводчиком в военном ведомстве.
- Младший сын — Дмитрий Андреевич Брежнев (род. 1985)[19], окончил Оксфордский университет, работает в сфере продаж программного обеспечения.

Вторая супруга — Елена. Проживала отдельно со своими детьми.